# Dennis te Kloese
Dennis te Kloese (Bussum, 27 augustus 1974) is een Nederlands voetbalbestuurder. Sinds januari 2022 is hij algemeen directeur van de Nederlandse voetbalclub Feyenoord.

## Carrière
Te Kloese speelde als jeugdspeler bij Ajax en FC Utrecht maar brak daar uiteindelijk niet door. Bij SV Huizen en HSV De Zuidvogels speelde Te Kloese vervolgens in het eerste elftal. Ondanks de interesse van een aantal Eerste Divisie-clubs bleef Te Kloese voetballen op amateurniveau en ging hij rechten studeren aan de Universiteit van Amsterdam. Naast blessureleed speelde een busongeluk met zijn team in 1997 uiteindelijk een grote rol in zijn besluit om te stoppen als voetballer.
Na zijn voetbalcarrière startte Te Kloese als internationaal scout bij Ajax, waar hij samenwerkte met Hans Westerhof, destijds hoofd jeugdopleiding.
Hij begon in 2003 als hoofdscout bij de Mexicaanse voetbalclub Chivas Guadalajara, toen Westerhof daar als hoofdtrainer startte, en zou hier tot 2005 blijven. Te Kloese stapte over naar Chivas USA, de Amerikaanse satellietclub van Chivas Guadalajara, als sportief directeur. Halverwege 2008 keerde Te Kloese terug naar Mexico om hoofd jeugdopleiding te worden van de Mexicaanse voetbalclub Tigres UANL wat hij tot 2011 zou doen.
Vanaf juli 2011 ging Te Kloese voor de eerste keer voor de Mexicaanse voetbalbond aan de slag als directeur jeugdvoetbal. Na een jaar ging Te Kloese terug naar Chivas Guadalajara als sportief directeur, nadat Johan Cruyff al na enkele maanden de club had verlaten als topadviseur. De club stuurde begin 2013, een maand na het vertrek van Cruyff, ook trainer John van 't Schip weg wegens tegenvallende prestaties. Uiteindelijk zou ook Te Kloese een aantal maanden later moeten vertrekken.
Vanaf 2014 ging Te Kloese opnieuw aan de slag bij de Mexicaanse bond, eerst als hoofd van de nationale jeugdselecties en daarna als algemeen directeur.
Te Kloese werd in december 2018 aangesteld als general manager van de Amerikaanse MLS-club Los Angeles Galaxy.
In november 2021 werd aangekondigd dat Te Kloese, per medio januari 2022, de nieuwe algemeen directeur zou worden van de Nederlandse voetbalclub Feyenoord. Later nam Te Kloese ook tijdelijk een deel van de taken van technisch directeur Frank Arnesen over. Dit werd later definitief, binnen een anders opgezette voetbaltechnische afdeling.
In september 2023 werd hij bestuurslid van de European Club Association (ECA) als opvolger van Edwin van der Sar.

## Privé
Te Kloese is getrouwd met een Mexicaanse en samen hebben zij twee kinderen.